# Palma Soriano
Palma Soriano è un comune di Cuba, situato nella provincia di Santiago di Cuba.